# Субботово (Выгоничский район)
Су́бботово — село в Выгоничском районе Брянской области, в составе Лопушского сельского поселения. Расположено в 5 км к юго-западу от села Лопушь. Население — 14 человек (2010).

## История
Впервые упоминается в конце XV века как «село Суботовское»; с XVII века — деревня в составе Подгородного стана Брянского уезда, входила в приход села Лопушь. С 1735 — село с храмом Рождества Богородицы (нынешнее каменное здание храма построено в 1818 году).
С последней четверти XVIII века до 1924 года село входило в Трубчевский уезд (с 1861 — в составе Уручьенской волости). Бывшее владение Дуровых, Похвисневых, Потресовых, Надеиных и др.; с середины XIX века — Шатихина. В XIX веке в селе работал сахарный завод; в 1891 году была открыта церковно-приходская школа.
В 1924—1929 в Выгоничской волости Бежицкого уезда; с 1929 в Выгоничском районе, а в период его временного расформирования — в Брянском (1932—1939, 1965—1977), Почепском (1963—1965) районе.
С 1920-х гг. по 1959 год входило в Мякишевский сельсовет.

## Достопримечательности
- Памятник архитектуры начала XIX века — храм Рождества Богородицы (восстанавливается).